# Esposa de Pôncio Pilatos
As tradições cristãs geralmente identificam como Santa Prócula ou Santa Cláudia (sendo a combinação Cláudia Prócula a mais utilizada) a esposa ou mulher de Pôncio Pilatos (em latim: uxor Pilati; em grego clássico: γυνη Πιλατου; romaniz.: gunē Pilātou), uma mulher sem nome citada no Novo Testamento uma única vez em Mateus 27:19.

## Narrativa bíblica
Na Bíblia, a única referência à esposa de Pilatos se encontra em Mateus 27:19, em que ela manda uma mensagem a seu marido pedindo a ele que não condene Jesus Cristo à morte, dizendo:
| “ | «Não te envolvas no caso desse justo, porque muito sofri, hoje, em sonhos, por causa dele.» (Mateus 27:19) | ” |

## Referências no cristianismo primitivo e interpretações teológicas

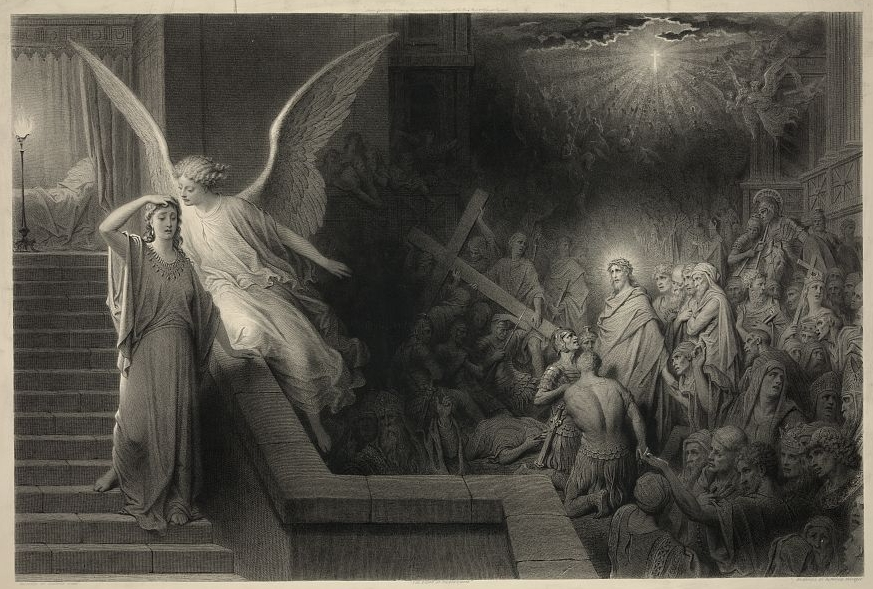
O Sonho da Esposa de Pilatos, por Alphonse François.